# Argillières
Argillières is een gemeente in het Franse departement Haute-Saône (regio Bourgogne-Franche-Comté) en telt 74 inwoners (2011). De plaats maakt deel uit van het arrondissement Vesoul.

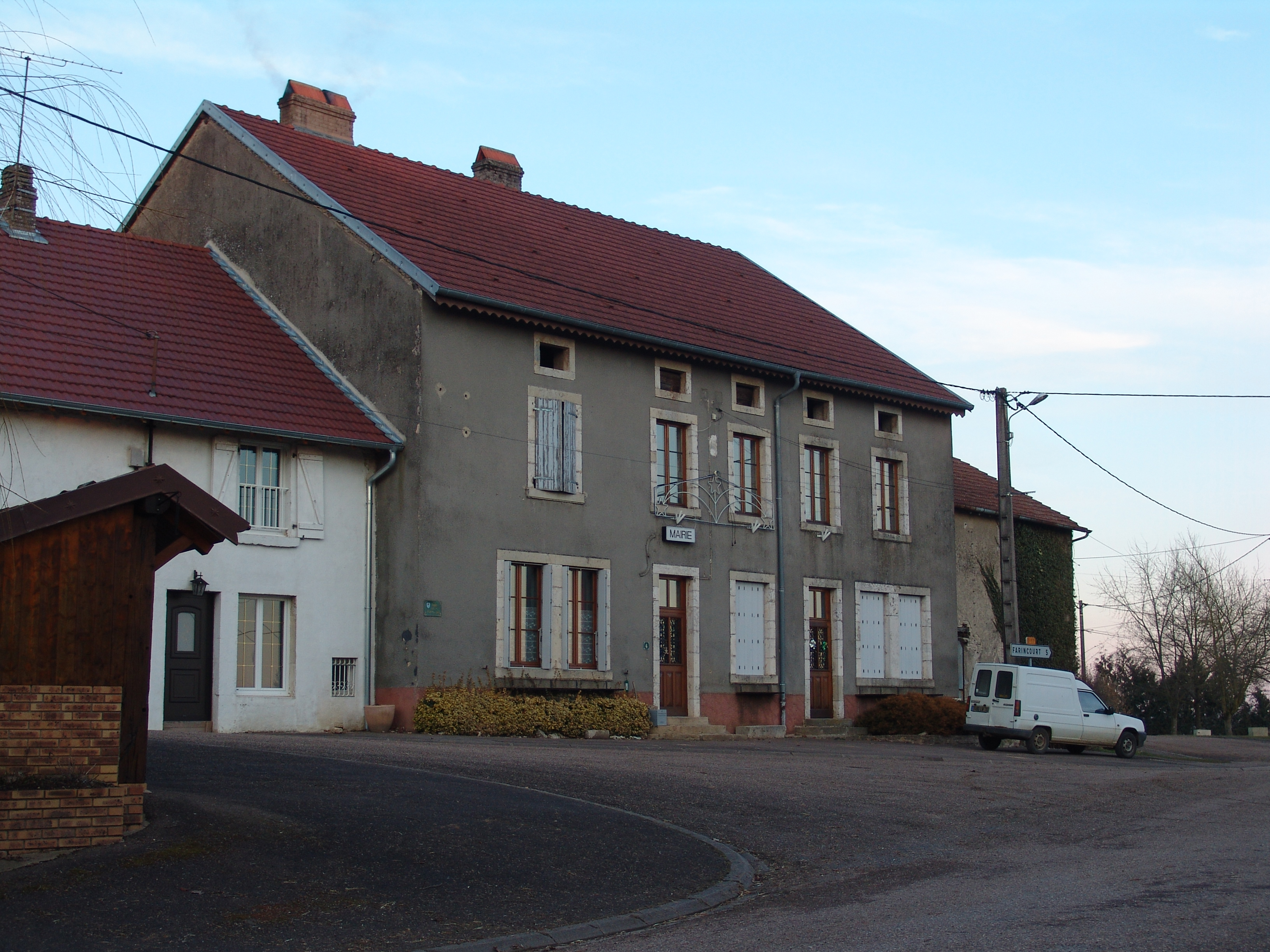
Mairie

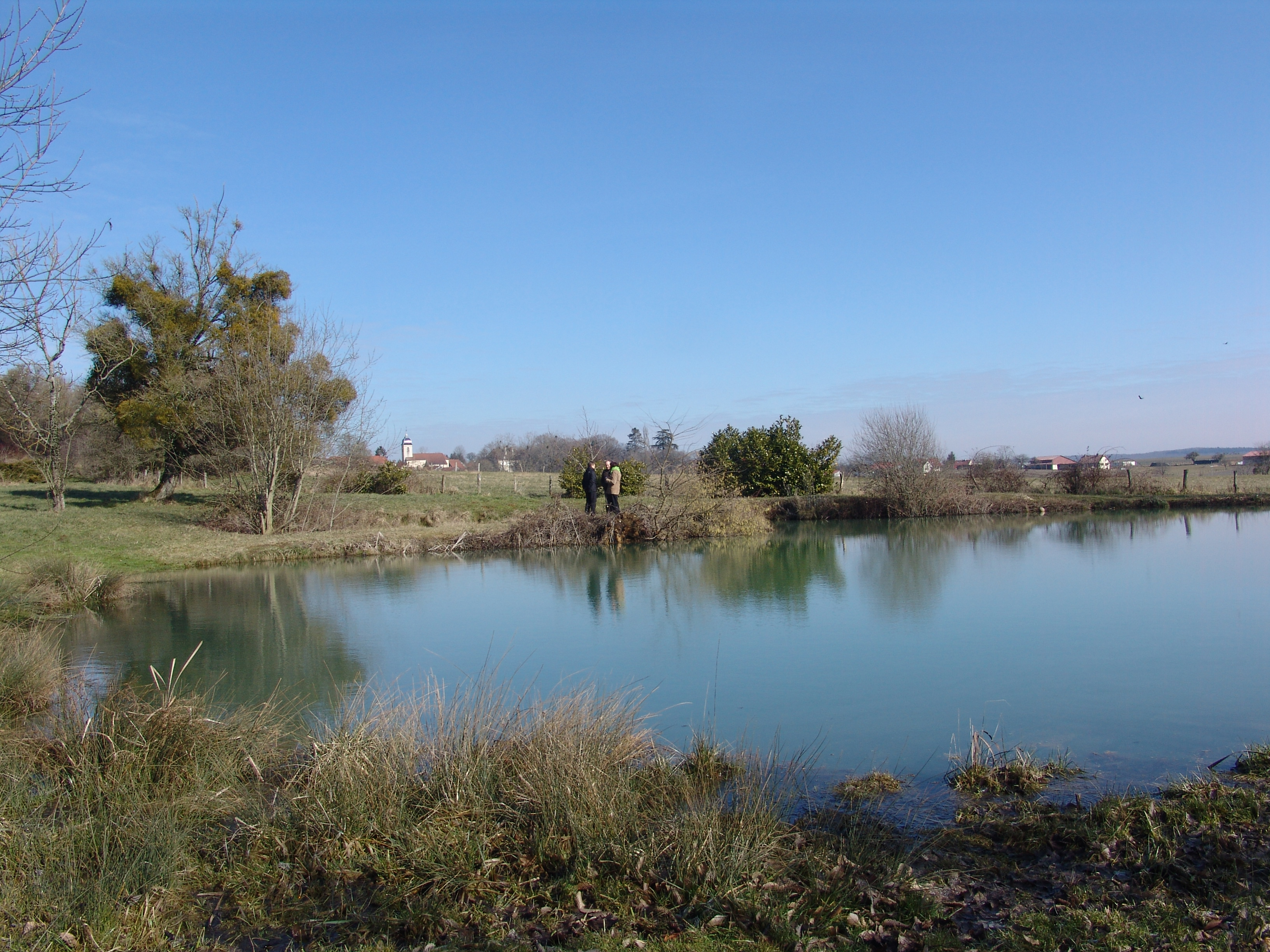
étang

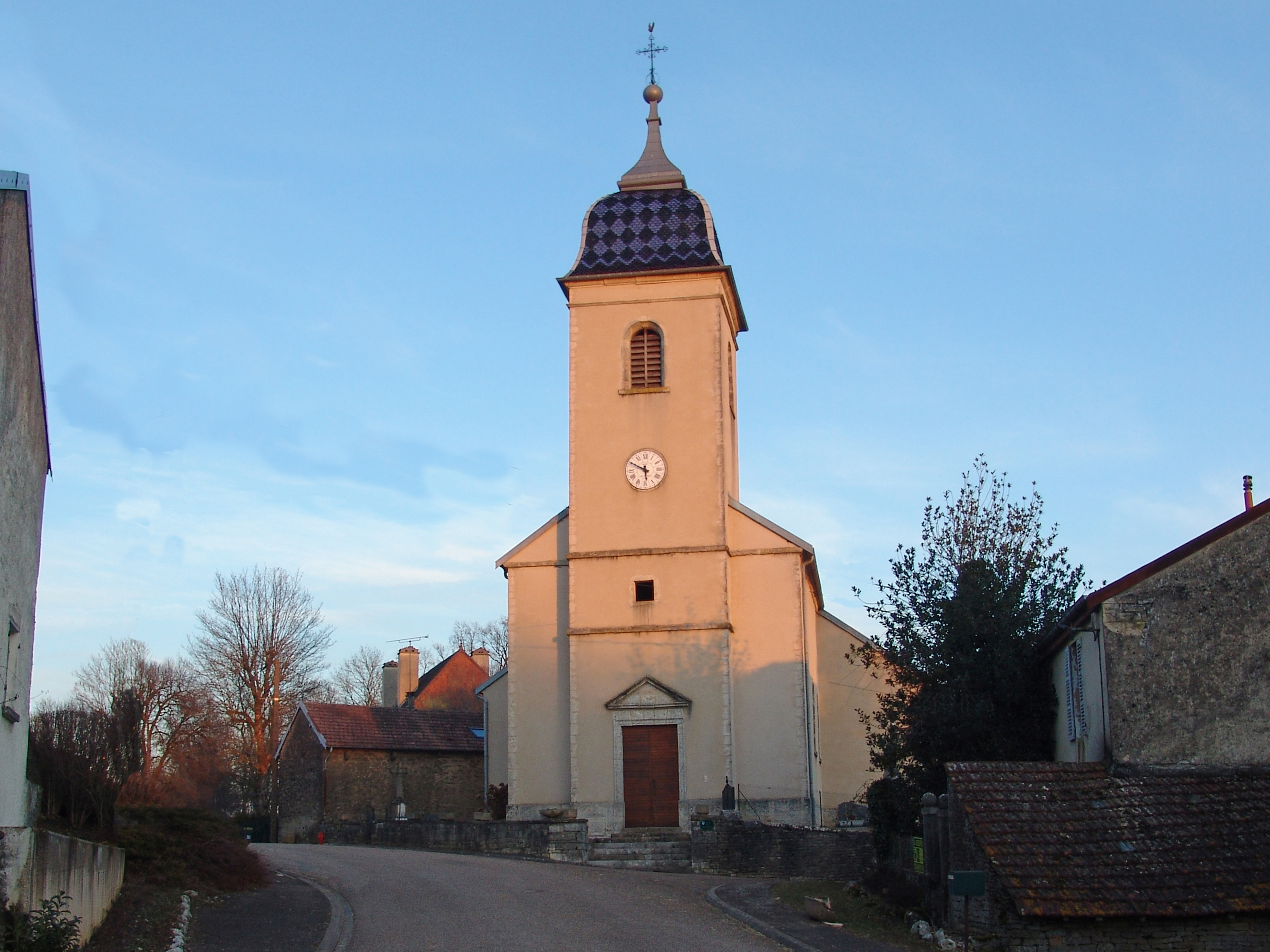
Eglise

## Geografie
De oppervlakte van Argillières bedraagt 9,9 km², de bevolkingsdichtheid is dus 7,5 inwoners per km².
De onderstaande kaart toont de ligging van Argillières met de belangrijkste infrastructuur en aangrenzende gemeenten.

## Demografie
Onderstaande figuur toont het verloop van het inwonertal (bron: INSEE-tellingen).